# Meretz
Meretz var ett sionistiskt och sekulärt israeliskt vänsterparti bildat 1992 genom valsamverkan mellan de tre politiska partierna RATZ (רץ), Mapam (מפ"ם) och Shinui (שינוי). I valet samma år erövrade man tolv mandat i Knesset. Partinamnet meretz (מרצ) betyder "vitalitet" eller "energi".
1996 registrerades man officiellt som ett parti men året efteråt lämnade delar av Shinui (under ledning av Avraham Poraz) partiet och öppnade åter eget. Detta ledde till tappat väljarstöd och nio platser i parlamentet.
Meretz hade nära band till den utomparlamentariska fredsrörelsen "Fred nu".
I valet 1999 fick man tio mandat men 2003 backade man till sin sämsta notering: sex parlamentsplatser.
I december samma år gick Meretz ihop med SHAHAR-rörelsen och 
Demokratiskt Val och bildade det nya partiet Yachad.
Det nya partinamnet Yachad slog dock aldrig riktigt an bland allmänheten och snart höjdes röster för att återta namnet Meretz. Som en kompromiss beslutades 2005 att kalla partiet Meretz-Yachad. Det är sedan dess det formella namnet men som inte används i valkampanjer.
Partiets ungdomsförbund Young Meretz Yahad (Tse'irei Meretz Yahad) är medlem av Socialistiska ungdomsinternationalen.